# 五條港漁港
五條港漁港，位於雲林縣臺西鄉五港村五條港安檢哨旁的臺西海埔地海堤外側，屬於第二類漁港。設有突堤式棧橋碼頭250公尺，以供漁筏起卸漁獲。

## 歷史
清道光年間，五條港因為溪水匯注的衝刷結果，水域頗為深廣，因而開闢為港口，大船可以停靠進行貿易。其後因泥沙淤塞，港口機能逐漸喪失。
1912年有三千噸“松山丸”日籍汽船曾停泊此地，進行建港探測工作，以作為與中國港岸通航之用，後因為高雄與基隆二港崛起影響，逐漸衰退為漁港。
早期並無碼頭設施，漁筏皆停在海堤外的砂灘上，經常會被海浪沖走。1990年起，雲林縣政府投注經費在海堤外側闢建突堤式棧橋碼頭250公尺，以供漁筏起卸漁獲；並設有停車場、聯外道路等設施，便利當地漁民作業。